# I recuperanti
I recuperanti è un film per la televisione italiano del 1970 diretto da Ermanno Olmi, dedicato alla figura del recuperante, frequente in particolare in Italia nei dopoguerra della prima e seconda guerra mondiale. La sceneggiatura è dello stesso Olmi, di Tullio Kezich e di Mario Rigoni Stern.

## Trama
Altopiano di Asiago, secondo dopoguerra: il giovane Gianni torna al suo paese natale dalla campagna italiana di Russia e si mette alla ricerca di un lavoro.
Dopo una prima occupazione in una segheria abusiva, e dopo che il fratello Francesco è partito per l'Australia in cerca di lavoro, Gianni incontra una sera il vecchio Du (il film si ispira alla persona del vecchio Vu, Albino Celi di Valstagna), che in evidente stato di ubriachezza si mette a straparlare, dicendogli anche come lui si guadagna da vivere, ovvero recuperando dei residuati bellici metallici della Grande guerra sulle montagne dell'Altipiano e rivendendoli, in modo da guadagnarci del denaro per sopravvivere.
Nonostante inizialmente Gianni veda il vecchio Du come un pazzo che straparla, man mano si rende conto che il vecchio ha le sue ragioni, che gli permetteranno di guadagnare qualcosa per potersi sposare con la sua ragazza.
Poco più avanti Gianni decide di impegnare la sua indennità di buonuscita militare comprando un cercametalli, che, sempre assieme al vecchio Du, riesce a fargli scoprire maggiori quantità di materiale bellico.
La vita dei recuperanti va avanti così, con nuovi prezzi e qualche morto accidentale. Proprio per questo motivo, Gianni, spaventato dalla possibilità di perdere la vita facendo questo pericoloso lavoro, decide di abbandonare il vecchio Du e di seguire il consiglio della sua ragazza, ossia quello di intraprendere un lavoro meno pericoloso, come quello del manovale. Il film si conclude con il vecchio Du che prende in giro Gianni e che lo rimprovera di averlo abbandonato, ma Gianni non cambia idea e rimane a fare il manovale.

## Produzione
Per girare il film, Mario Rigoni Stern raccontò di aver prima di tutto cercato alcuni suoi conterranei recuperanti ancora attivi (molto numerosi sull'altopiano), in modo da essere il più possibile fedele alla realtà. Selezionò tutti attori non protagonisti. Antonio Lunardi (1889-1977), l'anziano protagonista del film che all'epoca era all'incirca ottantenne, fu visto casualmente in una osteria del paese di Gallio e scelto. Il suo più giovane compagno, Andreino Carli, fu invece notato e scelto durante una processione che percorreva il paese. Nel 2023 è stata rilasciata una versione restaurata in 4K dalla Cineteca di Bologna.

### Location
Il film fu girato intorno ad Asiago, nelle aree del Monte Zebio, Monte Forno, Ortigara, Monte Ongara e Forte Corbin.

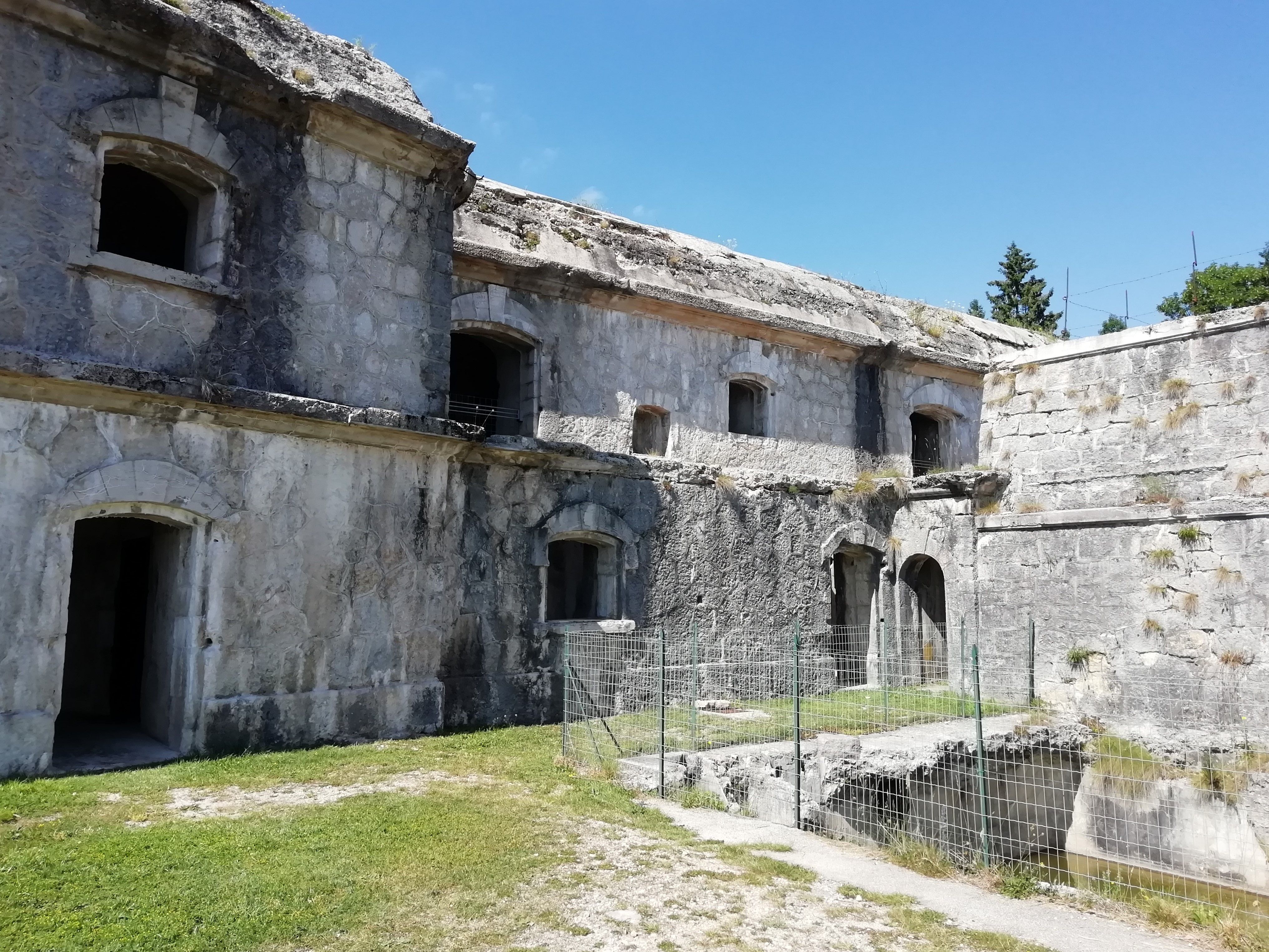
Forte Corbin
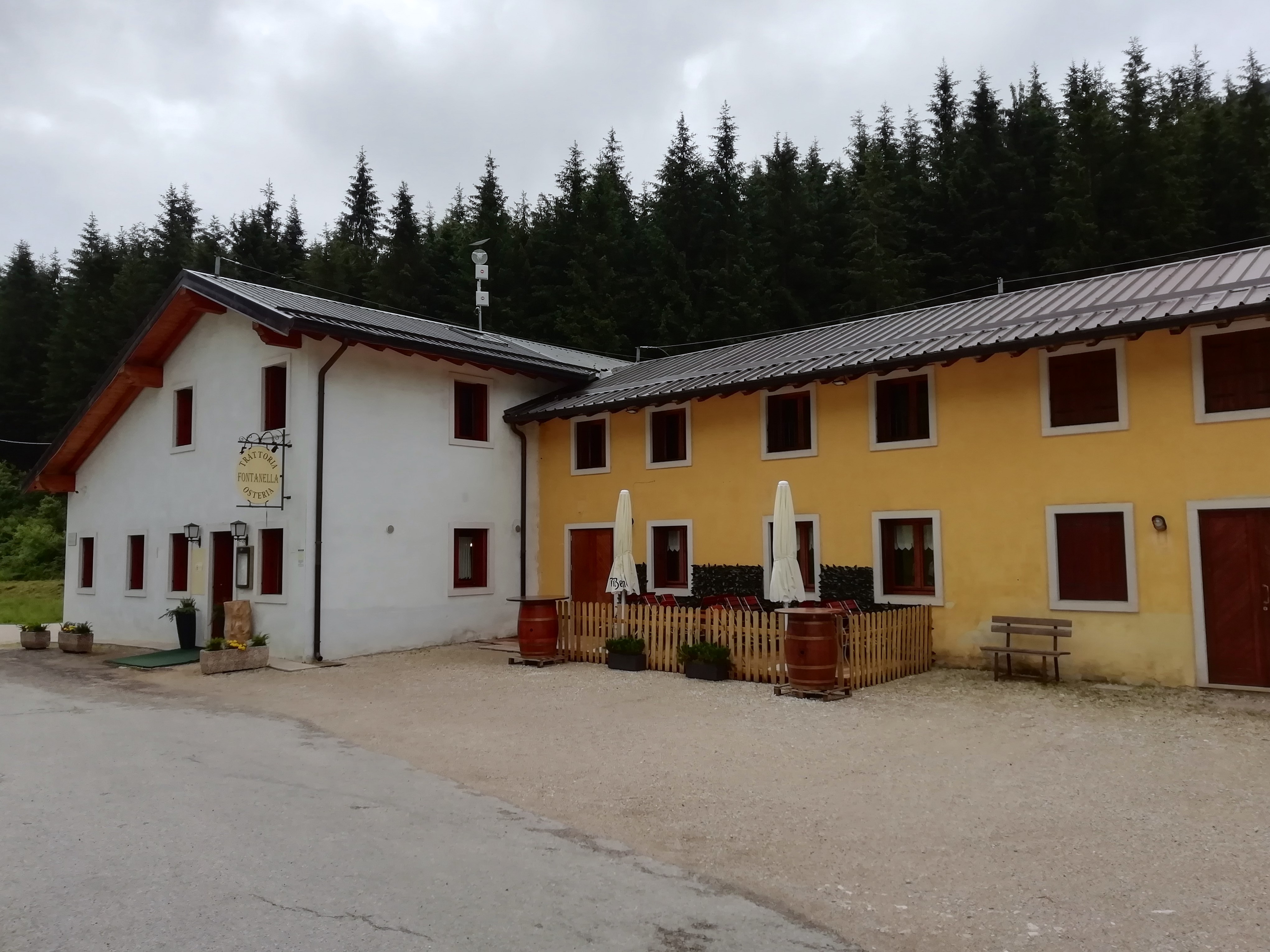
Osteria Fontanella, location usata all'inizio del film
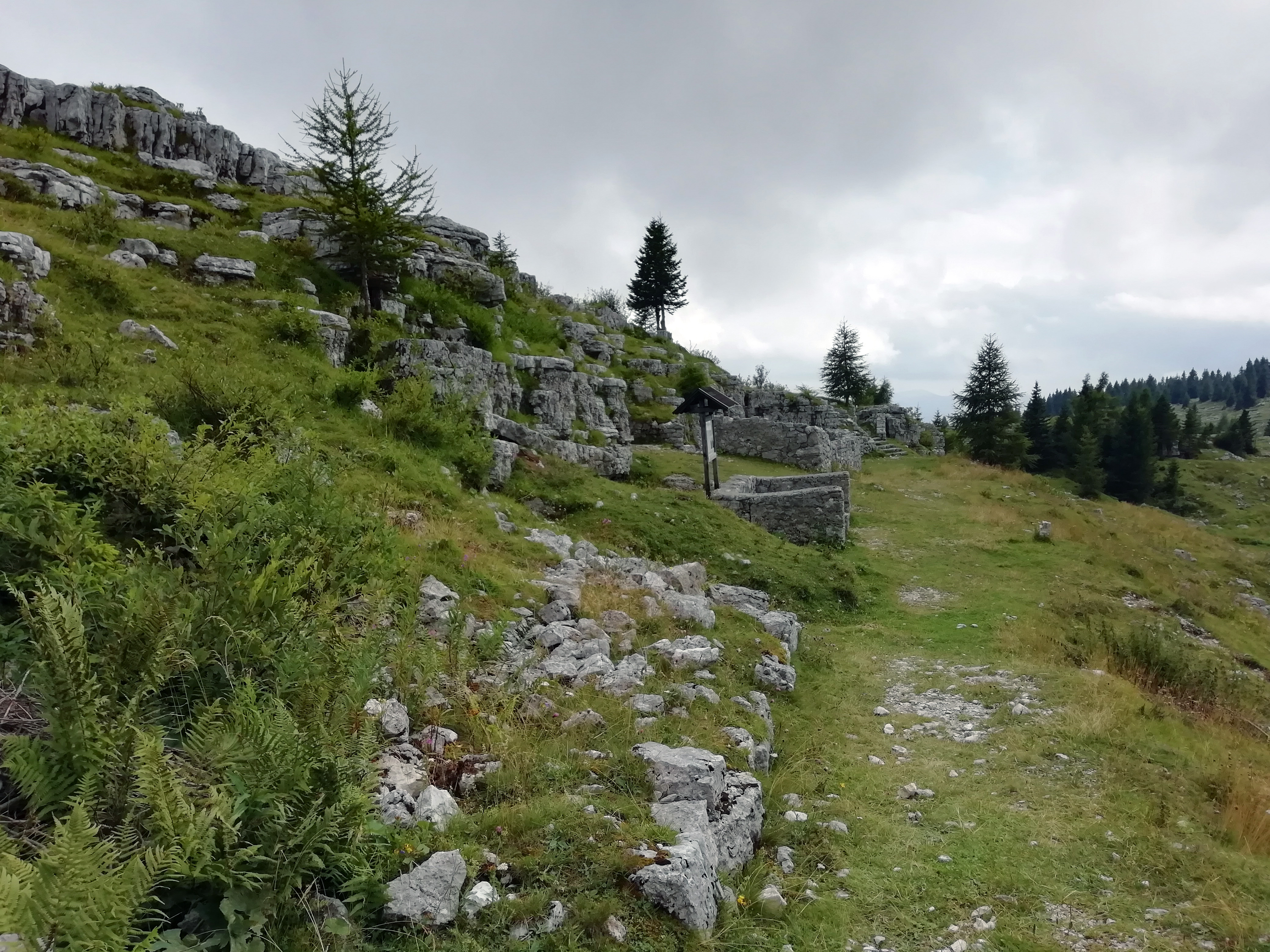
Monte Zebio

## Distribuzione
La première statunitense della pellicola avvenne il 20 settembre 1970 al Film Festival di New York; sul mercato francese il film uscì invece il 7 gennaio 1981, mentre il 5 aprile 2005 è stato presentato al Febio Film Festival della Repubblica Ceca.